# 狩人 (映画)
『狩人』（かりうど 原題: Oι Κυνηγοι 翻字: Oi Kinigoi）は、テオ・アンゲロプロス監督のギリシャ映画。1976年の大晦日から元日にかけての24時間を徹底したワンシーン・ワンカットで描き、過去の内戦によって死んだ兵士の遺体を発見した6人の〈狩人〉とその妻たちの回想からギリシャ戦後史を掘り起こしてゆく大作。

## ストーリー
1976年の大晦日、湖畔のホテル「栄光館」で新年を迎えようと集まっていた元知事、実業家、退役大佐、老政治家、「栄光館」主人、建築仲介人の6人が狩りの最中に雪原で死体を発見する。死体は1949年の内戦で死んだ若い兵士のもので、死んだばかりのようにまだ温かい。
6人は死体を「栄光館」に運び込み、憲兵隊を呼ぶ。憲兵による取り調べの中で男たちとその妻たちが過去を回想する。その回想によって男たちが左派の弾圧、選挙の不正などに関わり、体制側につくことによって地位を得、金を儲けてきたことが明らかになっていく。
「栄光館」に大勢の招待客が集まって年越しのパーティーが盛大に開かれるが、「蛍の光」の曲に乗って踊っているうちに招待客はみな消え、6人の男たちとその妻たちだけが残される。
六人の男たちが雪原に兵士の死体を運び、雪に埋めて去って行く。

## キャスト
- サバス - ヴァンゲリス・カザン
- ファンダキス - ストラトス・パヒス
- 大佐夫人 - エヴァ・コタマニドゥ
- 元知事夫人- アリキ・ヨルグリ
- 実業家の若夫人 - マリー・クロノブルー
- 老政治家 - クリストフォロス・ネゼル